# Reconstruction en France après la Seconde Guerre mondiale
Pour un article plus général, voir Reconstruction après la Seconde Guerre mondiale.

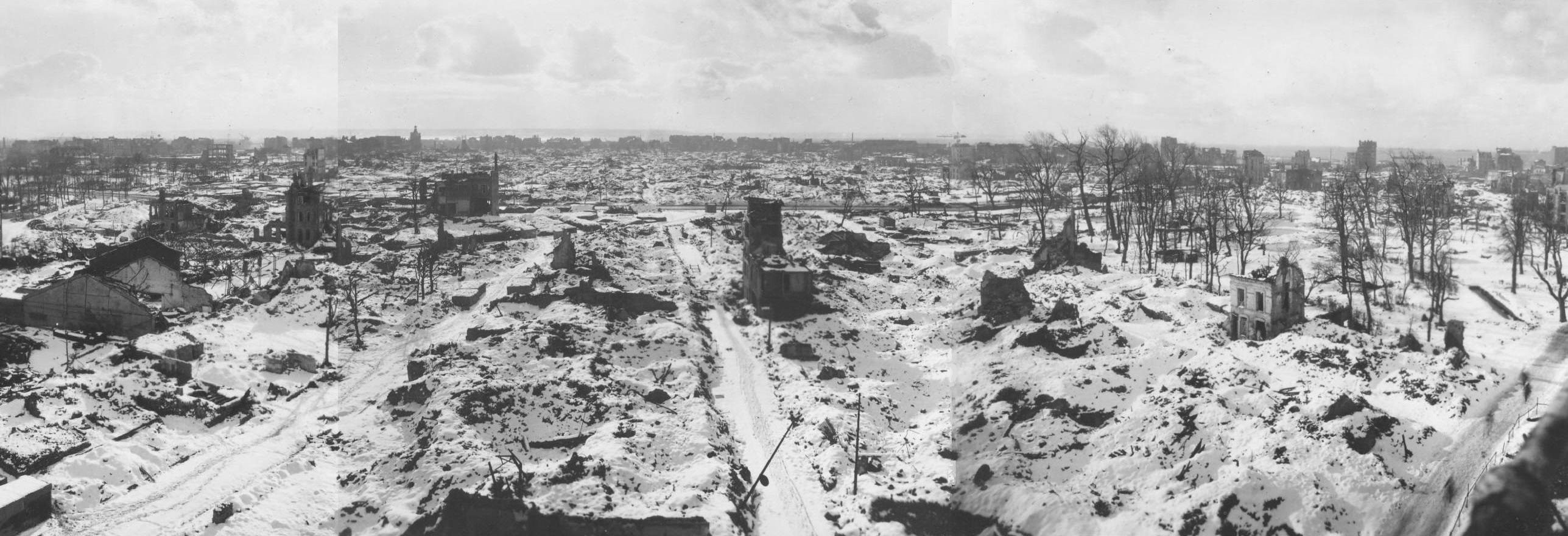
Vue panoramique du Havre dévasté, hiver 1944-1945.

La reconstruction en France après la Seconde Guerre mondiale est l'ensemble des initiatives visant à résoudre la crise du logement en réparant les conséquences désastreuses de la Seconde Guerre mondiale en France, sur le plan urbanistique et architectural. Cette politique qui dure une dizaine d'années, comprend à la fois la construction de grands ensembles de logements sociaux, sous forme d'immeubles collectifs, et des aides à l'accession à la propriété, souvent sous forme de pavillons individuels.
Dès le milieu des années 1950, le « baby-boom » et l'exode rural conduisent à la construction massive de grands ensembles, de maisons individuelles bon marché (c'est en se basant sur ce modèle que naissent le mouvement coopératif des Castors en 1945, les marques Maisons Phénix en 1946, Maison Familiale en 1949 et Maisons France Confort en 1958) et à une « rénovation urbaine » (destruction du tissu ancien) qui affecte toutes les villes moyennes ou grandes, jusqu'au milieu des années 1970.

## Des dommages majeurs
Déjà, en 1940, pendant la bataille de France, plusieurs villes du Nord avaient été touchées par des attaques allemandes, mais la quasi-totalité des dommages est due aux bombardements stratégiques des Alliés qui, à partir de 1943, détruisent partiellement ou complètement de nombreuses villes.
Ces différentes campagnes de bombardement sont menées entre 1943 et le printemps 1945 : bombardements de Nantes en septembre 1943, bombardements sur le Centre-Est et le Sud-Est en mai 1944, bombardement de la Normandie en juin 1944, raids aériens sur les poches de résistance allemandes de l'Ouest entre janvier et mai 1945. Nombre d'usines indispensables au soutien de l'effort de guerre de l'occupant sont aussi la cible d'attaques alliées, comme au Creusot ou à Boulogne-Billancourt en 1943.

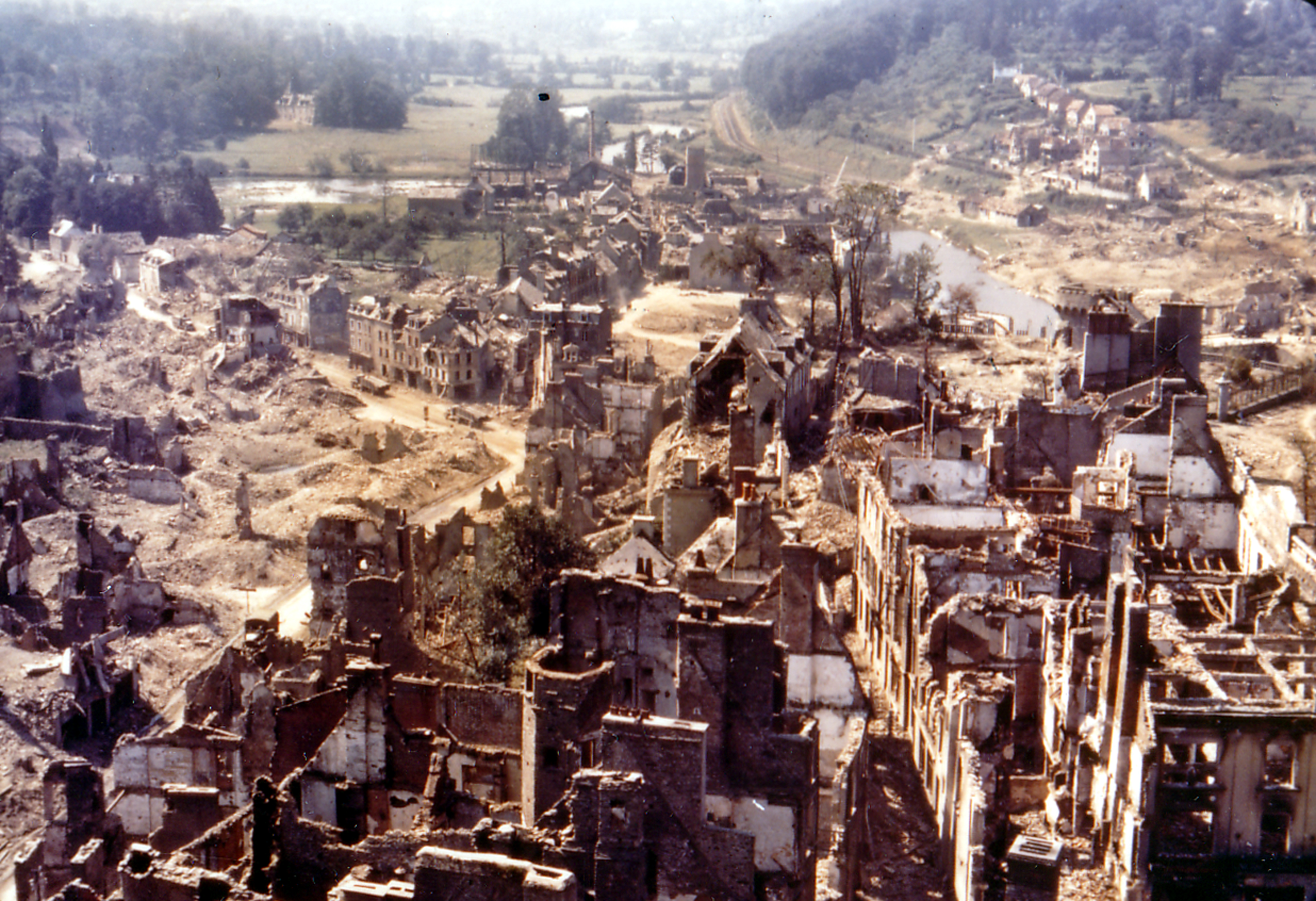
Saint-Lô, détruite à 95 % après les bombardements de 1944, surnommée capitale des ruines.

Les combats urbains, souvent acharnés, durant la Libération aggravent encore la ruine de certaines villes comme ce fut le cas avec la bataille de Caen, la bataille de Saint-Lô ou la bataille des Vosges.
Plusieurs villes sont presque complètement détruites comme : Brest, Caen, Calais, Dunkerque, Évreux, Le Havre, Lorient, Saint-Dié, Saint-Lô, Saint-Malo, Rouen, Royan, Saint-Nazaire, Maubeuge ou Vire. D'autres sont endommagées à des degrés divers comme Abbeville, Angoulême, Beauvais, Boulogne, Gien, Laon, Marseille, Nantes, Orléans, Rennes, Saumur, Sedan, Strasbourg, Tours.

## L'effort de reconstruction

### Les évolutions du droit
La reconstruction du pays a donné lieu à de nombreuses innovations juridiques durant les trente années qui ont suivi la fin de la Seconde Guerre mondiale. C'est notamment à cette époque qu'a vu le jour le système actuel de publicité foncière (1955).

### Les travaux
Les travaux ont duré de nombreuses années. 

#### Brest
Le plan de reconstruction de Brest est confié, dès 1943, par le ministère de la Reconstruction, à l'architecte Jean-Baptiste Mathon. Très conservateur et hygiéniste, le plan de reconstruction du centre-ville puise ses influences dans le plan de Georges Milineau élaboré en 1929 et dans le mouvement moderne, tout en respectant les formes géométriques dessinées par Vauban. Le plan Mathon n'eut pas la complexité de celui d'Auguste Perret au Havre.
La monotonie admise du style de la ville reconstruite contraste avec la diversité relative des façades. À l'inverse de villes reconstruites dans l'esprit d'avant-guerre comme Saint-Malo, à Brest n'a pas été visé la conservation de l’esthétique et du patrimoine historique de la ville d'avant-guerre.

#### Caen
La ville a été détruite en grande partie par les bombardements dont la ville est la cible entre le 6 juin et le 17 août 1944.
Confiée à l'architecte Marc Brillaud de Laujardière, la reconstruction dure près de vingt ans, étant considérée comme achevée en 1963. L'architecture de la nouvelle ville se caractérise par l'utilisation de la pierre de Caen, la réalisation d'îlots fermés de type néo-haussmannien (quartier Saint-Jean) et d'îlots ouverts d'inspiration corbuséenne (Les Quatrans) et la mise en valeur du patrimoine antérieur aux destructions (notamment le château de Caen).

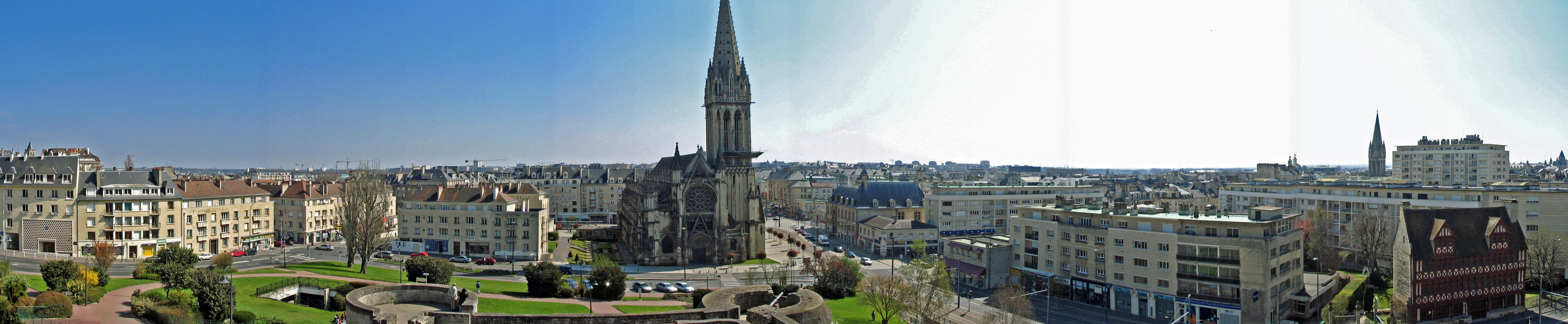
Panorama sur la ville reconstruite depuis le château de Caen. La pierre de Caen prédomine, y compris dans la réalisation du béton ; à gauche et au centre, les îlots fermés néo-haussmanniens et à droite, les îlots ouverts corbuséens.

#### Le Havre

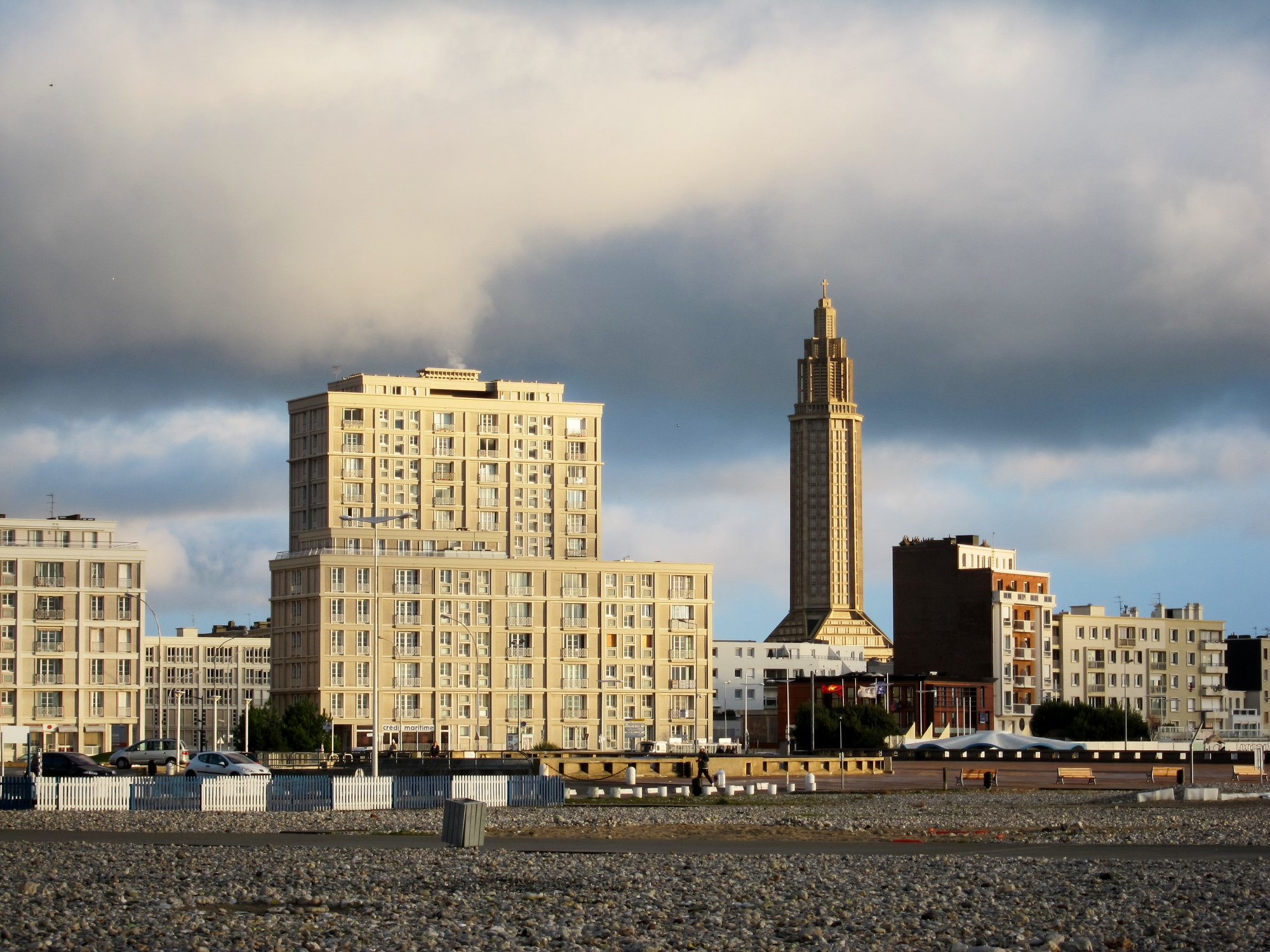
Le front de mer reconstruit du Havre.

Le ministère de la Reconstruction et de l'Urbanisme confie le plan de la reconstruction à l'architecte Auguste Perret. 
D’une superficie totale proche de 150 hectares, cet ensemble — comprenant plus de 12 000 logements et de nombreux bâtiments civils, commerciaux, administratifs ou religieux — est l’un des plus cohérents de l’architecture du milieu du XXe siècle, suivant les principes de l’École classicisme structurel, terminologie de Joseph Abram désignant les théories portées par les membres de l’Atelier de reconstruction du Havre, réunis autour d'Auguste Perret.
Le site est inscrit sur la liste du patrimoine mondial de l'Humanité par l'UNESCO en 2005.

#### Marseille
Le quartier en partie basse de la rive nord du Vieux-Port, dans le 2e arrondissement, est détruit par les Allemands en février 1943. 
Sa reconstruction est un projet d'urbanisme conduit entre 1945 et 1960.
Ce projet découle directement des destructions de 1943 mais trouve aussi d'autres racines plus anciennes, en particulier dans les plans d'aménagement de Jacques Gréber (1933) et d'Eugène Beaudouin (1942).
De nombreux architectes ont été associés au projet à partir de 1946. On peut notamment mentionner Roger-Henri Expert, André Leconte, Auguste Perret, Fernand Pouillon et André Devin qui ont successivement, officiellement ou officieusement, tenu le rôle d'architecte en chef du projet. La figure de Fernand Pouillon est le plus souvent mise en avant. En 2000, l'ensemble du quartier a reçu le label Architecture contemporaine remarquable.
La Cité radieuse de Marseille, construite entre 1947 et 1952 sous la supervision du Ministère de la reconstruction, s'inscrit également dans ce contexte de reconstruction et de recherche de nouvelles solutions pour répondre à la crise du logement.

#### Maubeuge
En mai 1940, le centre-ville de Maubeuge est anéanti par les bombes incendiaires des Allemands ;  ceux-ci ayant mis à exécution leur menace de détruire la ville devant le refus de se rendre des soldats de la garnison locale. Le centre historique de la ville est alors détruit à plus de 90 %.
Un peu avant la fin de la guerre, fin 1944, le gouvernement provisoire du Général de Gaulle choisit André Lurçat comme architecte en chef de la reconstruction de Maubeuge. Ce sera le plus gros chantier de sa vie, le site idéal pour une redéfinition totale du concept urbain. Lurçat a déclaré que « la ville sera moderne, claire, verte, aérée et insolée [...], une cité-jardin urbaine ».

#### Rouen
La ville a subi des destructions par les bombardements et les incendies de 1940 à 1944.
Arrivé à Rouen en 1940 comme consultant du service technique d'urbanisme, Jacques Gréber devient architecte et urbaniste en chef de la ville de Rouen et fait des propositions d'embellissement pour la ville en profitant des destructions.
Après la guerre, les premières urgences consistent rétablir les franchissements sur la Seine, dégager le port en surélevant les quais et construire des baraquements pour les sinistrés.
Des modifications sont apportées au plan réalisé avant 1944 mais reste stable pour l'ensemble du projet.
La reconstruction du centre-ville de Rouen (quartier du Grand-Pont et front de Seine) reçoit le label « architecture contemporaine remarquable » en 2000.

#### Royan
La ville est bombardée en janvier et avril 1945.
Dès le 7 juin 1945, Claude Ferret et Georges Vaucheret sont nommés comme urbanistes en chefs de la reconstruction de Royan.
Le projet urbain commençait par une refonte totale du plan des rues, s'appuyant sur une étude d'avant guerre, le « plan Danger » (1939). En effet, on pensait déjà à l'importance du trafic automobile. Le projet, futuriste, épouse la forme de l'extrémité de la conche de Royan, courbe, englobant le port qu'on a pensé mettre à un moment derrière la pointe du Chay.
Après avoir arasé et évacué tous les gravats, les premières constructions ont lieu en 1948 le long du boulevard perpendiculaire à la mer, et reflètent un style classique avec des lignes très droites, et régionalisme en plus. Pour le front de mer, trois styles architecturaux coexistent : classique Art déco, « charentais » et « brésilien ». En même temps que le front de mer (1950-1956) a été construit tout le quartier du centre (1949).
Royan est devenue très célèbre en France et même dans le monde à cause de ce style architectural moderne et unique, véritable « laboratoire de recherches sur l'urbanisme », et ce style propre a été qualifié d'«École de Royan».

#### Saint-Dié-des-Vosges

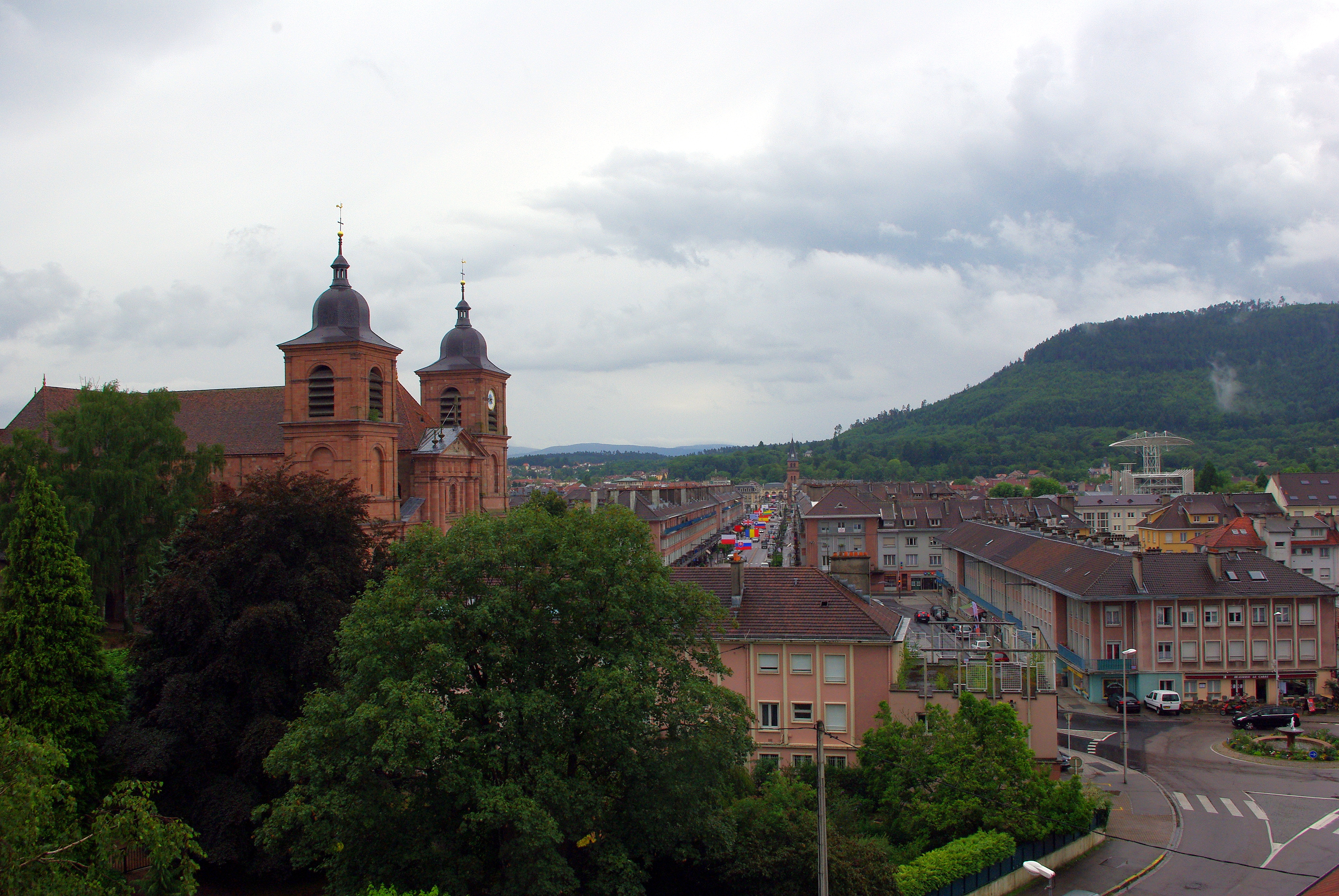
Cathédrale Saint-Dié et centre ville reconstruits.

Au delà du cas emblématique de Saint-Dié-des-Vosges, maintes communes du massif vosgien furent dévastées par la politique de la terre brûlée menée par l'occupant lors des  combats de novembre 1944  (Anould, Corcieux, Gérardmer, La Bresse, Saint-Léonard, Saulcy-sur-Meurthe, Xonrupt-Longemer, etc.) et firent l'objet d'une lente reconstruction au cours des années 50.

### Les mesures de l'État
En France, l’État s’implique fortement dans la reconstruction des moyens de production en nationalisant des pans entiers de l’économie. L’interventionnisme porte en particulier sur les secteurs de l’énergie et des transports. 
Pour relancer la consommation, le ministère de l'économie d'abord par Aimé Lepercq puis avec René Pleven a lancé dès 1944 la souscription publique d'un vaste emprunt d'État. Cette politique coïncide avec la mise en place d'un ordre financier international concrétisée la même année par la signature des Accords de Bretton Woods.
Les capacités industrielles amoindries d'une France exsangue conduiront néanmoins à la persistance d'une pénurie des biens de consommation et de production qui motivera en France les grèves quasi insurrectionnelles de 1947.
L'État fait appel à la main d'œuvre étrangère et mettant en place la SONACOTRA dès 1954, année durant laquelle l'Abbé Pierre, lancera également en février son appel pour un logement pour tous.
La reconstruction des infrastructures et de l'industrie s'accompagne d'une reconstruction des villes sinistrées. Celle-ci est conduite par le ministère de la reconstruction et de l'urbanisme (MRU), qui dispose de moyens réglementaires (plans de reconstruction et d'aménagement, remembrement) et de moyens financiers. Les constructions privées sinistrées bénéficient des « dommages de guerre ». La conduite des opérations est assurée de très près par le MRU, qui s'appuie sur les propriétaires sinistrés via la création d'associations syndicales de remembrement. Les plans d'urbanisme, dont certains avaient déjà été approuvés en 1943, ont en commun la volonté de profiter des destructions pour faciliter la circulation en élargissant les voies ou en créant des voies nouvelles, aérer les îlots autrefois insalubres par la création d'espaces verts et de circulation pour piétons, de mettre fin à un parcellaire très étroit source de logements mal éclairés et insalubres. La forme urbaine en revanche varie beaucoup selon les choix de l'architecte désigné par le MRU : maisons ou immeubles à l'alignement dans l'esprit de l'avant-guerre comme à Saint-Malo, transformations plus radicales du tissu urbain comme au Havre, à Royan ou à Saint-Dié.
L'économie se relancera malgré tout plus rapidement à partir de 1955 grâce notamment à l'aide américaine incarnée par le plan Marshall jusqu'en 1972 avant le premier choc pétrolier survenu l'année suivante.

### L'aide internationale
Le plan Marshall élaboré par les États-Unis favorise la mise en route de la reconstruction tout en cherchant à éviter un basculement de la France dans le bloc soviétique.

### L'immigration de travail
La mise en place de la SONACOTRA encadre l'immigration de travail suscitée par les perspectives d'emploi liées à la reconstruction. Des vagues d'immigration essentiellement d'Algérie (particulièrement des Kabyles, Oranais, Constantinois et Chaouis), de Tunisie, d'Afrique de l'Ouest et d'Indochine vont permettre l'arrivée d'une main d'œuvre importante composée de jeunes hommes (trentenaires) vont être impulsées par les gouvernements français dès 1944 afin de reconstruire la France,,,, aux côtés des ouvriers nationaux. Ces vagues d'immigrations ont marqué le territoire national au sein notamment des métropoles et régions à reconstruire : Marseille, le Pas-de-Calais, Lyon et Le Havre, c'est-à-dire les territoires alors industrialisés où le besoin de main d'œuvre était fort mais également où les dégâts de la guerre étaient les plus nombreux.

### Philatélie
En mars 1958 est émise une série philatélique de quatre timbres illustrant l'achèvement de la reconstruction de villes détruites : Le Havre, Maubeuge, Saint-Dié et Sète.